# Great American Songbook
O Great American Songbook é uma lista que engloba as composições mais famosas da cultura popular dos Estados Unidos no século XX, sendo a maioria escrita pelo grupo de compositores Tin Pan Alley para Broadway e Hollywood entre os anos 1920 e 1960. Os compositores e letristas mais citados no Songbook são Jerome Kern, Irving Berlin, George Gershwin, Richard Rodgers, Cole Porter, Hoagy Carmichael e Harold Arlen.

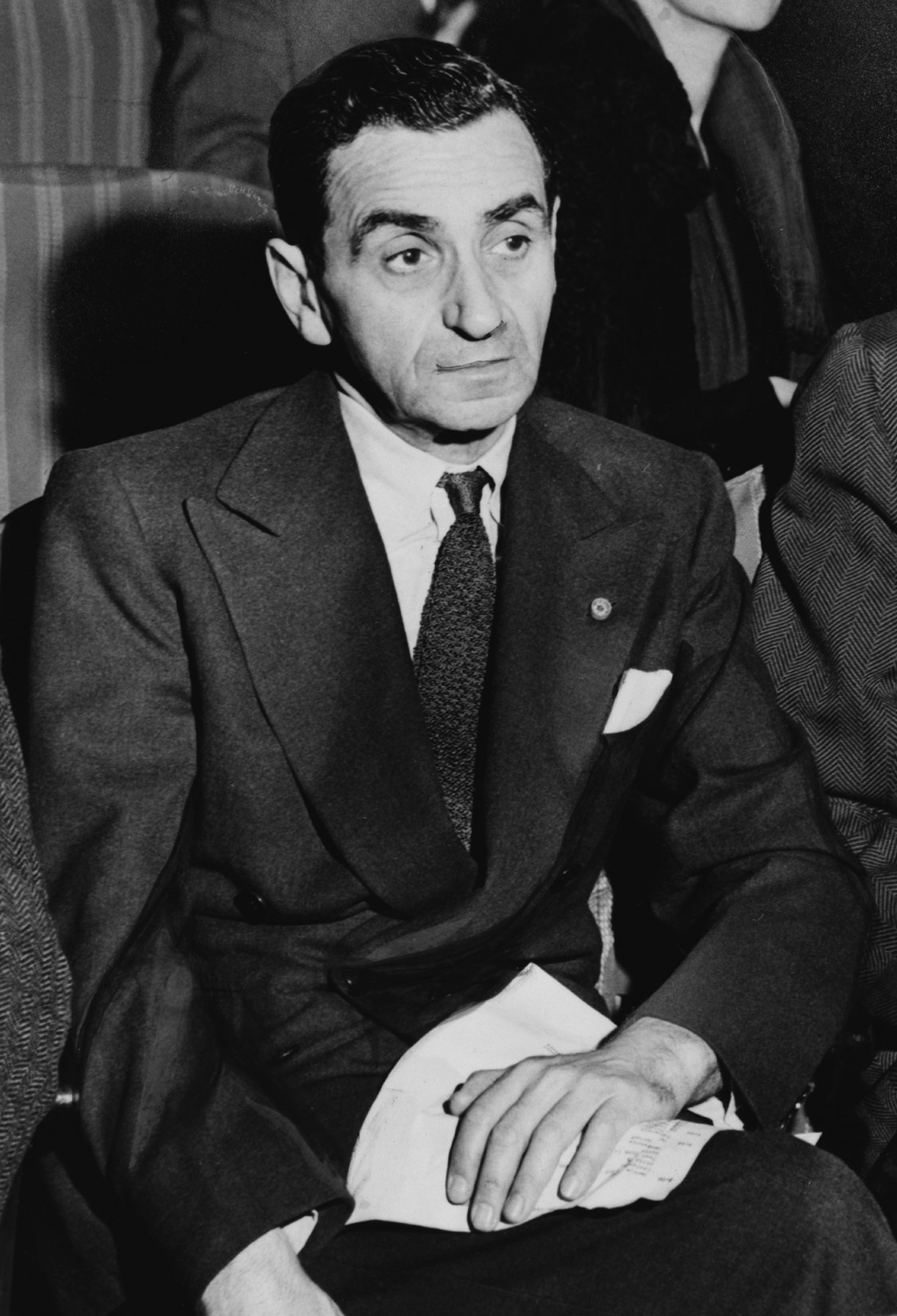
Irving Berlin, um dos compositores e letristas mais prolíficos do Great American Songbook.

## Artistas
Muitos cantores e músicos gravaram músicas visando unicamente o Great American Songbook. Neste sentido, artistas como Ella Fitzgerald, cuja extensa obra gravada para o Verve em 1950 e 1960, incluiu mais de 250 músicas do Songbook. Outros artistas que enfatizaram o Great American Songbook foram Fred Astaire, Chet Baker, Shirley Bassey, Tony Bennett, June Christy, Rosemary Clooney, Nat "King" Cole, Perry Como, Bing Crosby, Bobby Darin, Sammy Davis, Doris Day, Blossom Dearie, Judy Garland, Eydie Gorme, Billie Holiday, Al Jolson, Frankie Laine, Peggy Lee, Julie London, Dean Martin, Johnny Mathis, Carmen McRae, Helen Merrill, Wayne Newton, Dinah Shore, Nina Simone, Frank Sinatra, Barbra Streisand, Mel Torme, Sarah Vaughan, Dinah Washington e Andy Williams. Além disso, os artistas de outros gêneros também tiveram sucesso com suas versões no Great American Songbook, como Rod Stewart, que com cinco volumes e quatro milhões de álbuns vendidos de cada um, teve o seu primeiro Grammy Award e seu primeiro número "um" no EUA desde 1979.